# 拉龙克斯
拉龙克斯（法語：Laronxe）是法国默尔特-摩泽尔省的一个市镇，属于吕内维尔区（Lunéville）吕内维尔南县（Lunéville-Sud）。该市镇总面积6.83平方公里，2009年时的人口为388人。

## 人口
拉龙克斯人口变化图示